# Eu(fod)3
Eu(fod)3は、化学式が Eu(OCC(CH3)3CHCOC3F7)3 の化合物である。EuFODとも呼ばれる。この配位化合物は主にNMR分光法におけるシフト試薬として使われる。ランタノイド系シフト試薬の最初の化合物であり、1970年代および1980年代に人気があった。

## 構造および反応性
Eu(fod)3はEu(III) 中心に結合した3つの二座配位アセチルアセトナート配位子から成る。この金属原子はf6の電子配置を持つ。これら6つの電子は不対電子（それぞれが異なるf軌道を単独で占有している）であり、これによって分子は高度に常磁性となる。この錯体はルイス酸であり、配位数を6から8に拡張することができる。錯体はエーテル中の酸素原子やアミン中の窒素原子といった「硬い」ルイス塩基に対して特に親和性を示す。非極性溶媒に可溶であり、アセチルアセトンやヘキサフルオロアセチルアセトンの類縁錯体よりもよく溶ける。Fod配位子はヘプタフルオロ酪酸の誘導体である。

## 使用

### NMRシフト試薬
Eu(fod)3の当初の利用は、NMR分光法においてジアステレオマー化合物の分析に対するものだった。常磁性NMR分光法において典型的なことだが、常磁性化合物は分子 中のルイス塩基が結合する部位の近くのプロトンにおいて追加の化学シフトを誘導する。この変化によって、通常では化学シフトが似通っているが、ルイス塩基部位とは近くないプロトンとシグナルが分離することで解析が容易となる。試薬の常磁性は核のスピン-格子緩和（縦緩和）時間を短縮し、線幅の拡がりと分解能の低下の原因となるため、ごく少量のシフト試薬が使用される。より高い磁場を持つ分光計が利用可能となることで、NMRシフト試薬に対する必要性が低下してきた。
最初のシフト試薬はHinckleyによって開発されたEu(DPM)3であった。その構造はEu(fod)3と似ているが、ヘプタフルオトプロピル基の代わりにtert-ブチル基を持つ。すなわち、DPM−はジピバロイルメタン（2,2,6,6-テトラメチルヘプタン-3,5-ジオン）から誘導される共役塩基である。配位子fod−はより親油性であり、ペルフルオロアルキル基のおかげで、その錯体はDPM−錯体よりもルイス酸性が高い。

### ルイス酸
Eu(fod)3は、立体選択的ディールス・アルダー反応やアルドール付加反応を含む有機合成においてルイス酸触媒として働く。例えば、Eu(fod)3は置換ジエンと芳香族および脂肪族アルデヒドとの環化縮合を触媒し、endo付加体に対する高い選択性でジヒドロピランが得られる。